# Charles Follen
Charles Follen, (Romrod, Condado de Hesse-Darmstadt, 6 de setembro de 1796 - Estuário de Long Island, 13 de janeiro de 1840) nascido Karl Theodor Christian Friedrich Follen, filho de Christoph Follen (1759-1833) e Rosine Follen (1766-1799), foi um poeta e patriota alemão que mais tarde mudou-se para os Estados Unidos e tornou-se o primeiro professor alemão e de Alemão na Universidade de Harvard. Foi um ministro unitarista e um abolicionista radical. Charles foi ainda o fundador do segundo ginásio de ginástica norte-americano.